# دان ترملینگ
دان ترملینگ (به انگلیسی: Dan Tremelling) بازیکن فوتبال زادهٔ ۱۲ نوامبر ۱۸۹۷ اهل انگلستان بود که سابقهٔ بازی در تیم ملی فوتبال انگلستان را در کارنامهٔ خود دارد. وی در تاریخ ۲۸ نوامبر ۱۹۲۷ تنها بازی ملی خود را در مقابل تیم ملی فوتبال ولز انجام داد.